# 29631 Ryankenny
29631 Ryankenny este un asteroid din centura principală de asteroizi.

## Descriere
29631 Ryankenny este un asteroid din centura principală de asteroizi. A fost descoperit pe 28 octombrie 1998 la Socorro, New Mexico, în cadrul proiectului LINEAR. Asteroidul prezintă o orbită caracterizată de o semiaxă mare de 2,22 ua, o excentricitate de 0,07 și o înclinație de 4,7° în raport cu ecliptica.